# Joanna Kadłubowska
Joanna Zofia Kadłubowska (ur. 23 maja 1923 w Pabianicach, zm. 24 lipca 2009 w Łodzi) – polska biolożka specjalizująca się w mykologii i botanice, w szczególności fykologii. Profesor nauk przyrodniczych związana z Uniwersytetem Łódzkim. Uznana na świecie specjalistka w zakresie taksonomii zielenic z rodziny Zygnemataceae, twórczyni łódzkiej szkoły algologii.

## Życiorys
Urodziła się 23 maja 1923 roku w Pabianicach jako córka Zofii (z domu Kruszyńskiej) i Walerego Pabisiaków. W 1945 roku zdała maturę. W tym samym roku zawarła związek małżeński z Rościsławem Kadłubowskim, późniejszym profesorem Akademii Medycznej w Łodzi.
W październiku 1945 rozpoczęła studia biologiczne na Wydziale Matematyczno-Przyrodniczym Uniwersytetu Łódzkiego, jako jedna z pierwszych studentek. W 1951 roku ukończyła studia z tytułem magistra filozofii w zakresie botaniki na podstawie pracy pt. „Wstężnice torfowiska na Marysinie III”. Od trzeciego roku studiów pracowała na Uniwersytecie Łódzkim w Zakładzie Systematyki i Geografii Roślin kierowanym przez Jakuba Mowszowicza. W roku 1960 Rada Wydziału Biologii i Nauk o Ziemi nadała jej stopień doktora nauk przyrodniczych na podstawie pracy pt. „Glony zbiorników wodnych Łodzi i okolicy”, wykonanej pod opieką profesora Mowszowicza. Habilitację uzyskała w roku 1964 na podstawie rozprawy pt. „Okrzemki rzeki Pilicy i ich znaczenie w ocenie czystości wody”. W 1965 roku objęła stanowisko docenta w Katedrze Systematyki i Geografii Roślin i równocześnie kierownika nowo utworzonego Zakładu Algologii. W 1973 roku otrzymała stanowisko profesora nadzwyczajnego, a w 1986 tytuł profesora zwyczajnego. W latach 1984–1987 była prodziekanem ds. studenckich Wydziału Biologii i Nauk o Ziemi. W 1993 roku przeszła na emeryturę.
Zmarła 24 lipca 2009 roku w Łodzi. Została pochowana wraz z mężem na cmentarzu ewangelicko-augsburskim przy ul. Ogrodowej.

## Działalność naukowa
Głównym obszarem jej zainteresowań badawczych były zielenice z rodziny zrostnicowatych (Zygnemataceae). Najważniejsze prace jej autorstwa o tej grupie organizmów to tom 12A „Flory słodkowodnej Polski” (1972) oraz 16 tom serii „Süsswasserflora von Mitteleuropa, Conjugatophyceae I. Zygnematales” (1984). Łącznie opisała 15 nowych dla nauki gatunków, większość z rodzaju skrętnica Spirogyra: Spirogyra silesiaca (1967), S. czubinskii (1972), S. lodzensis (1974), S. costata (1979), S. costulata (1979), S. czurdiana (1979), S. danica (1979), S. miranda (1979), S. pseudodaedaloides (1979), S. pseudomaxima (1979), S. pseudosahnii (1979), S. pseudotetrapla (1981), S. venosa (1979), Zygnema argillarii (1979) i Zygogonium norvegicum (1998).
Poza zielenicami prowadziła także badania taksonomiczne okrzemek (Bacillariophyta). Jako jedna z pierwszych badaczek wprowadziła stosowanie okrzemek jako wskaźników w ocenie jakości wód, ze względu na ich powszechne występowanie przy równoczesnym zróżnicowaniu składu gatunkowego w zależności od parametrów fizycznych i chemicznych wody, co zawarła w pracy „Okrzemki rzeki Pilicy i ich znaczenie w ocenie jakości wody” (1964). Jej publikacje o tej grupie glonów dotyczące organizmów występujących współcześnie w rzekach, źródłach i torfowiskach oraz w profilach osadów jezior Bawarii poszerzyły wiedzę o różnorodności gatunkowej oraz autekologii okrzemek.
Równocześnie pod okiem profesora Jakuba Mowszowicza rozwijała zainteresowania mykologiczne. Publikowała artykuły poświęcone biologii grzybów rdzawnikowych (Pucciniales) (1953, 1957), później także grzybów mączniakowych (Erysiphales) (1963–1993). Materiały zielnikowe zgromadzone przez lata tych badań zebrane zostały w kolekcji grzybów pasożytniczych szerszego zbioru Fungi w Herbarium Universitatis Lodziensis. W badaniach uwzględniła także grzyby pasożytujące na glonach, łącznie opisując około 30% wszystkich gatunków grzybów z tej grupy występujących w Polsce. Jednym ze znaczących efektów jej obserwacji było opisanie dwóch nowych gatunków, wskazanie z obszaru Polski 21 gatunków oraz uzupełnienie opisu cyklu rozwojowego Micromycopsis mirabilis Canter (Chytridiales) o charakterystykę przetrwalników.
Dbała o wykonywanie mikrofotografii opisywanych i podawanych przez siebie gatunków, które przechowywane są w zbiorach naukowych Katedry Algologii i Mykologii Uniwersytetu Łódzkiego.
Przy naukowej nazwie taksonu, którego opisu jest autorką, umieszczany jest skrót Kadłub. Przykładowe opisane przez nią taksony: Spirogyra costata Kadłub. in Bot. Tiddskr., 74: 171 (1979), Micromyces bulbosus Kadłub. (1999).
Na Uniwersytecie Łódzkim przez kilkanaście lat prowadziła zajęcia dydaktyczne z botaniki systematycznej, algologii i mykologii na studiach biologicznych stacjonarnych i zaocznych. Pod jej kierunkiem powstało 150 prac magisterskich, promowała dziewięciu doktorów, wśród nich są późniejsi profesorowie Marcin Pliński (1970) i Barbara Rakowska (1977).

## Członkostwo
Należała do licznych towarzystw naukowych, w tym:
- Międzynarodowego Towarzystwa Algologicznego[1],
- Czechosłowackiego Towarzystwa Limnologicznego[1],
- Łódzkiego Towarzystwa Naukowego, członkini zwyczajna od 1965 r., przewodnicząca Komisji Biologicznej Wydziału III Nauk Matematyczno-Przyrodniczych (1984–1994), zastępca przewodniczącego Wydziału III (1985)[1],
- Polskiego Towarzystwa Botanicznego[3],
- Polskiego Towarzystwa Hydrobiologicznego[3].

Była członkinią Komitetu Botaniki i Komitetu Ekologii Polskiej Akademii Nauk.

## Nagrody i odznaczenia
Była laureatką licznych nagród Rektora Uniwersytetu Łódzkiego, Ministra Szkolnictwa Wyższego oraz odznaczeń uczelnianych i państwowych, w tym:
- Złota Odznaka Uniwersytetu Łódzkiego (1971),
- Złoty Krzyż Zasługi (1973),
- Krzyż Kawalerski Orderu Odrodzenia Polski (1974),
- Złota Odznaka ZNP (1980),
- Medal Uniwersytetu Łódzkiego w Służbie Społeczeństwu i Nauce (1983),
- Medal Komisji Edukacji Narodowej (1983),
- Medal 50-lecia Uniwersytetu Łódzkiego (1995).

## Wybrane publikacje
Jest autorką 72 publikacji, w tym:
- J.Z. Kadłubowska, Desmidiaceae torfowiska na Marysinie III (Łódź), „Acta Soc. Bot. Poloniae”, 21 (3), 1952, s. 425–434.
- J.Z. Kadłubowska, Występowanie ogników rdzy kreskowej (Puccinia graminis Pers.) na obu stronach liści kwaśnicy zwyczajnej (Berberis vulgaris L.), „Acta Soc. Bot. Poloniae”, 22 (1), 1953, s. 93–96.
- J.Z. Kadłubowska, Spirogyra subsalsa Kützing – nowy dla Polski gatunek skrętnicy, „Fragm. Florist. Geobot.”, 8 (1), 1962, s. 89–91.
- J.Z. Kadłubowska, Okrzemki rzeki Pilicy i ich znaczenie w ocenie czystości wody. I, „Prace Wydz. III”, 97, Łódzkie Towarzystwo Naukowe, 1964, s. 1–48.
- J.Z. Kadłubowska, Spirogyra silesiaca sp. n., „Fragm. Florist. Geobot.”, 13 (1), 1967, s. 163–167.
- J.Z. Kadłubowska, Rozwój i morfologia Micromycopsis mirabilis Canter, „Acta Mycol.”, 5 (1), 1969, s. 5–8.
- J.Z. Kadłubowska, Zygnemaceae. Zrostnicowate. Chlorophyta V. Conjugales, [w:] K. Starmach, J. Siemińska (red.), Flora słodkowodna Polski, 12A, Kraków: PWN, 1972. Brak numerów stron w książce
- J.Z. Kadłubowska, Spirogyra lodzensis sp. n., „Fragm. Florist. Geobot.”, 20 (1), 1974, s. 125–127.
- J.Z. Kadłubowska, Zarys algologii, Warszawa: PWN, 1975. Brak numerów stron w książce
- J.Z. Kadłubowska, Conjugatophyceae I. Zygnematales, [w:] H. Ett i inni red., Süsswasserflora von Mitteleuropa, Jena, Stuttgart, New York: Gustav Fischer Verlag, 1984. Brak numerów stron w książce
- J.Z. Kadłubowska, Morphologische Untersuchungen von Spirogyra granulata Jao und Spirogyra pseudogranulata Ley., „Arch. Protistenkd.”, 143, 1993, s. 137–142.
- J.Z. Kadłubowska, Rzadkie gatunki grzybów pasożytujących na glonach I. Pasożyty Spirogyra i Mougeotia, „Acta Mycol.”, 33, 1998, s. 247–254.
- J.Z. Kadłubowska, Micromyces bulbosus sp. nov., „Acta Mycol.”, 34, 1999, s. 177–180.
- J.Z. Kadłubowska, Chytridium caloneidis sp. nov., „Acta Mycol.”, 36, 2001, s. 3–6.